# Aylacostoma chloroticum
Aylacostoma chloroticum е вид сладководно коремоного от семейство Thiaridae.

## Разпространение
Видът е разпространен в Аржентина и Парагвай. Имаше опасения, че е изчезнал от дивата природа в резултат на изграждането на язовир на река Парана, но впоследствие беше отркита една малка популация.